# Ramonville-Saint-Agne
 Ramonville-Saint-Agne  es una población y comuna francesa, en la región de Mediodía-Pirineos, departamento de Alto Garona, en el distrito de Toulouse y cantón de Toulouse-9.

## Demografía
| 1251 | 2214 | 8699 | 10 561 | 11 834 | 11 696 |
| Para los censos de 1962 a 1999 la población legal corresponde a la población sin duplicidades (Fuente: INSEE [Consultar]) |      |      |        |        |        |

## Hermanamientos
- Zuera, España